# Кут-э-Сейеднеим
Кут-э-Сейеднеи́м (перс. كوت سيدنعيم‎) — небольшой город на юго-западе Ирана, в провинции Хузестан, на левом берегу реки Керхе. Входит в состав шахрестана Дешт-э-Азадеган.
На 2006 год население составляло 4 734 человек.
Альтернативные названия: Кут-э-Сейеднаим, Кут-Сейеднеим.

## География
Город находится на западе Хузестана, в северо-западной части Хузестанской равнины, на высоте 32 метров над уровнем моря.
Кут-э-Сейеднеим расположен на расстоянии приблизительно 25 километров к северо-западу от Ахваза, административного центра провинции и на расстоянии 540 километров к юго-западу от Тегерана, столицы страны.